# Gabriel de Castilla
Gabriel de Castilla (* 1577 in Palencia, Spanien; † 1620 in Lima, Peru) war ein spanischer Offizier, Seefahrer und Entdecker in der Zeit des Siglo de Oro.

## Frühe Jahre
Gabriel war der Sohn von Alonso de Castilla y Cárdenas und seiner Gemahlin Leonor de la Mata. Bereits in jungen Jahren schiffte er sich nach Neuspanien ein, wo er als Artillerieoffizier diente. Im Jahr 1596 wurde er zum General befördert. Der chilenische Gouverneur Martín García Óñez de Loyola ernannte ihn zum Feldherrn.

## Potentielle Entdeckungen

### Südpolarmeer
Im Jahr 1603 wurde Castilla von Valparaíso aus mit drei Schiffen südwärts geschickt, um feindliche Einfälle holländischer Freibeuter in den südlichen Meeresgebieten Chiles einzudämmen. Dabei geriet Castilla in südliche Gewässer (64°S) jenseits der Drakestraße. Nach Gabriel de Castilla drang erst wieder James Cook im Jahr 1773 mit 71° in noch südlichere Regionen vor; Castilla wäre somit der erste Seefahrer, der das Südpolarmeer erreichte.

### Südliche Shetlandinseln
Im Zuge dieser Expedition soll er auch Land ausgemacht haben, Castilla gilt somit auch als einer der potentiellen Entdecker der Südlichen Shetlandinseln und könnte somit der erste Europäer sein, der eine Landmasse, die zum antarktischen Kontinent gehört, entdeckt hat. Denselben Archipel könnte Dirk Gerritz bereits im Jahr 1599 ausgemacht haben, doch auch seine Entdeckung wird angezweifelt.

## Namensgeber
Nach ihm benannt ist auch die spanische Forschungsstation Gabriel de Castilla auf Deception Island im Archipel der Südlichen Shetlandinseln. Die Station wird nur im Sommer betrieben und wurde im antarktischen Sommer 1989/90 eröffnet. Darüber hinaus ist er Namensgeber für die Meerenge Paso De Castilla vor der Danco-Küste des Grahamlands auf der Antarktischen Halbinsel.